# 4887 Takihiroi
4887 Takihiroi eller 1981 EV26 är en asteroid i huvudbältet som upptäcktes den 2 mars 1981 av den amerikanska astronomen Schelte J. Bus vid Siding Spring-observatoriet. Den är uppkallad efter Takahiro Hiroi.
Den tillhör asteroidgruppen Koronis.